# 泉屋博古馆

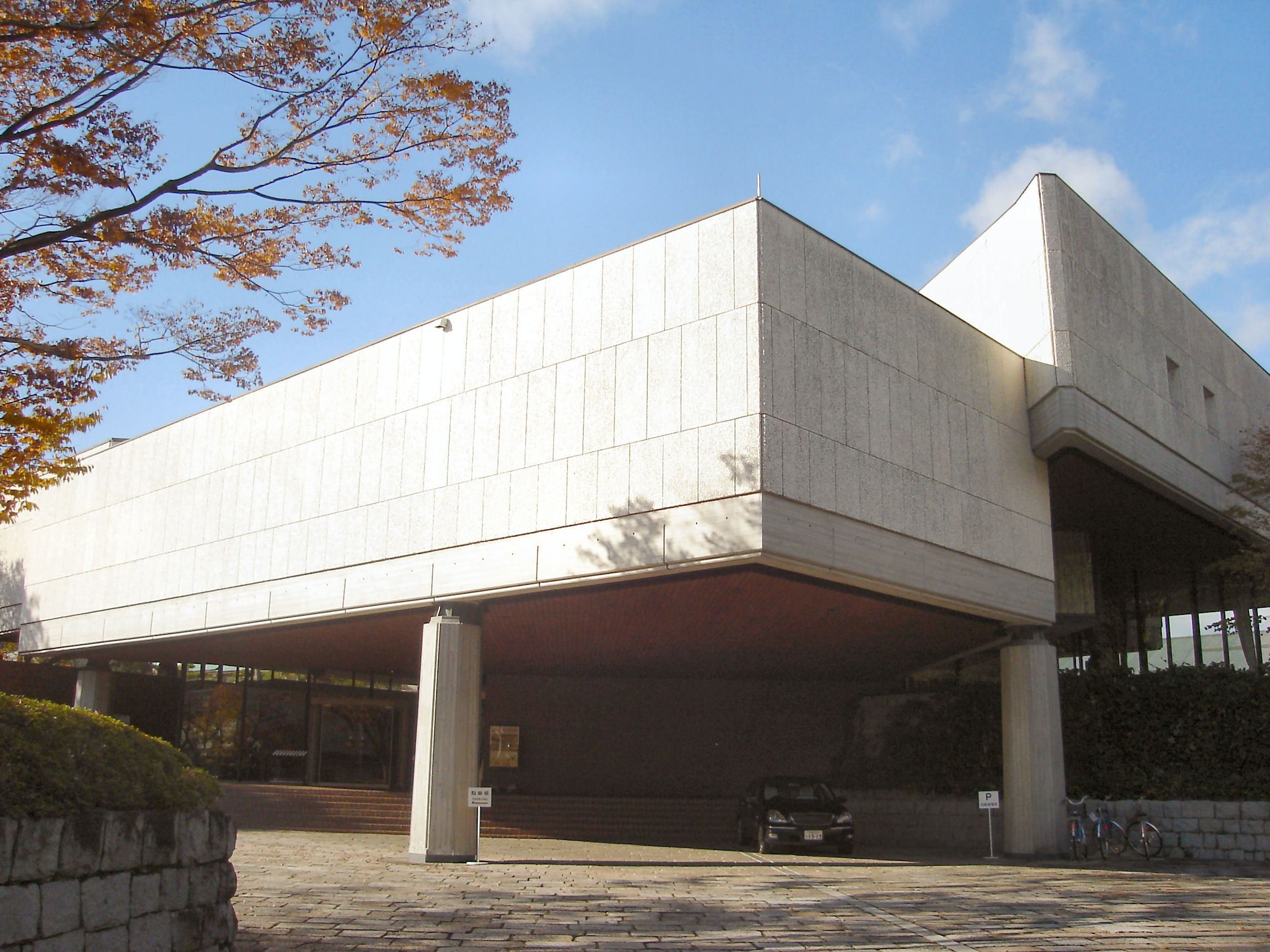
京都府京都市左京区，主馆

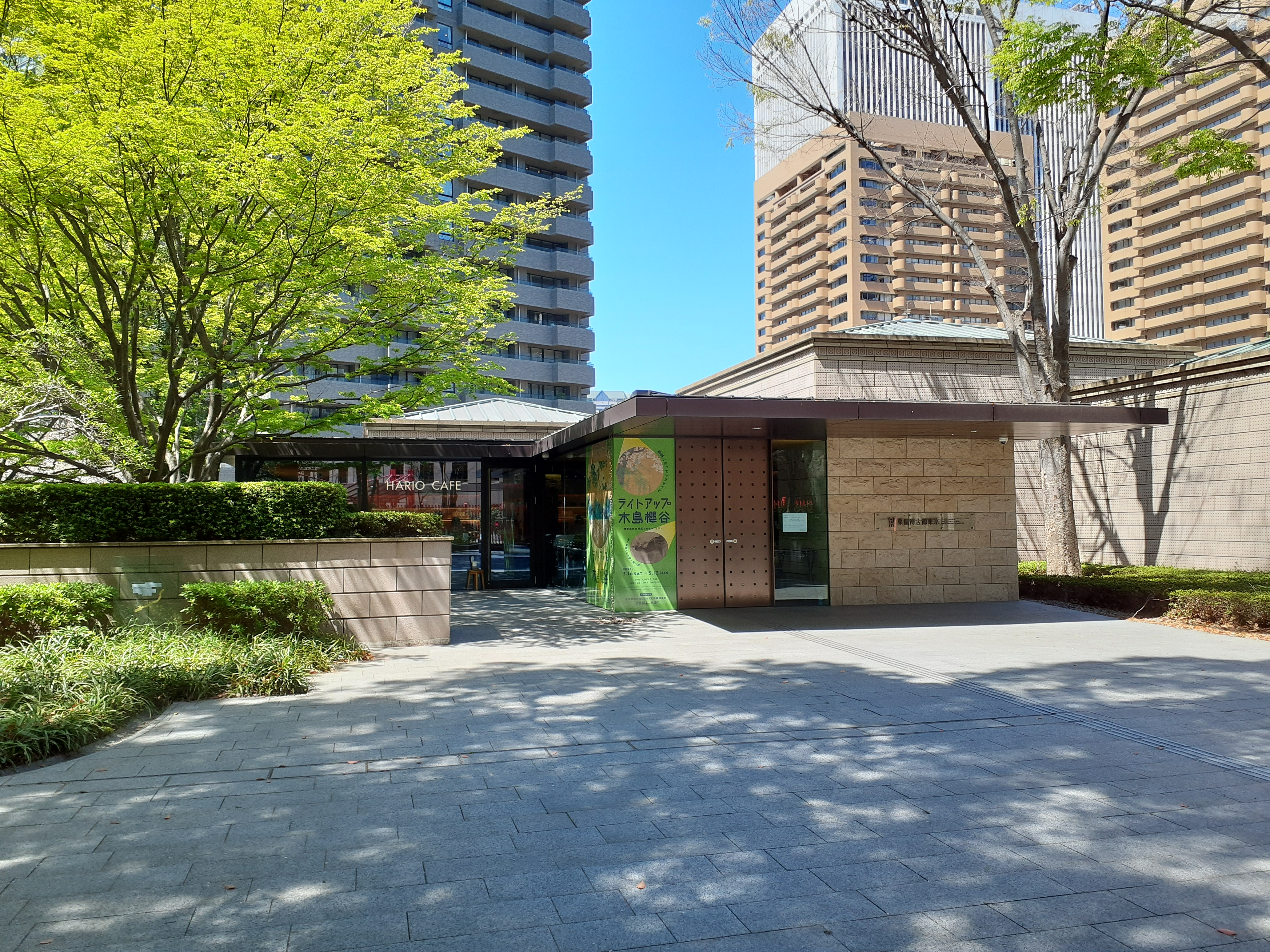
東京都港区六本木，分馆

35°01′03″N 135°47′34″E / 35.0176°N 135.7929°E
泉屋博古馆（日语：／）是一个位于日本京都的美术馆。

## 历史
1960年建成开馆，收藏主要来自住友财阀创始人住友吉左卫门收藏艺术品，包括日本绘画、朝鲜绘画、中国绘画和中国青铜器。2002年分馆在東京都港区六本木建成开馆。

## 藏品

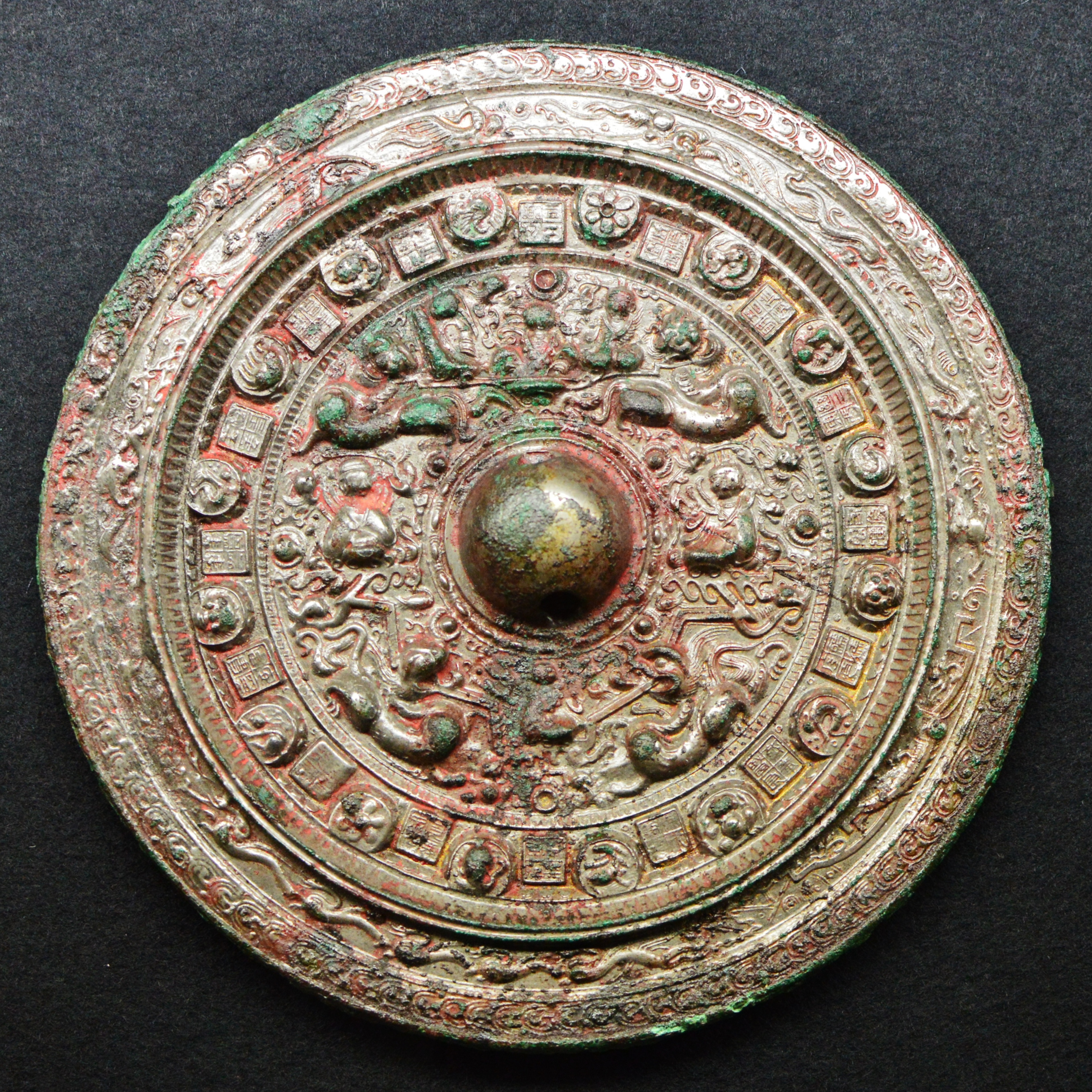
画文帯同向式神兽镜
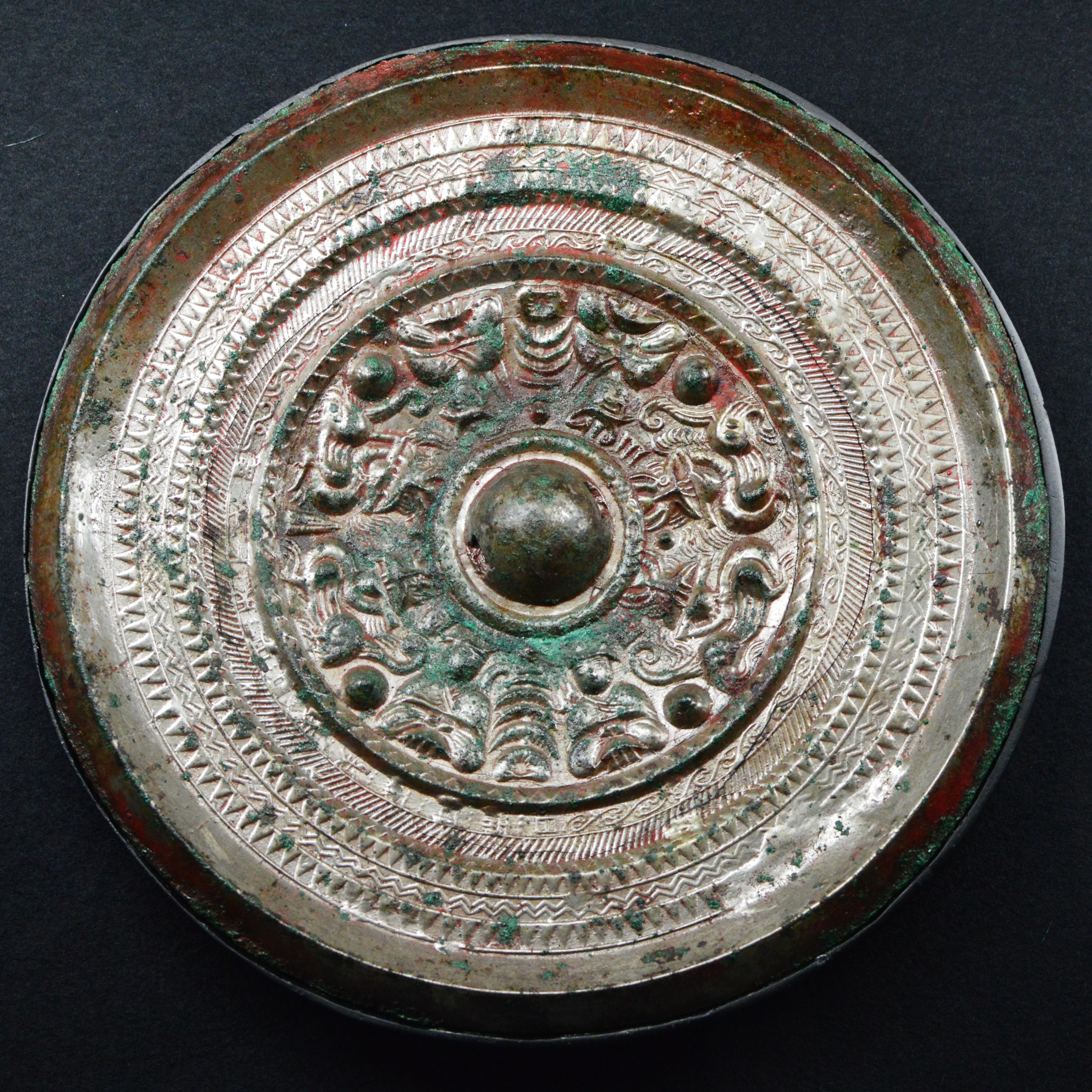
三角縁四神四兽镜
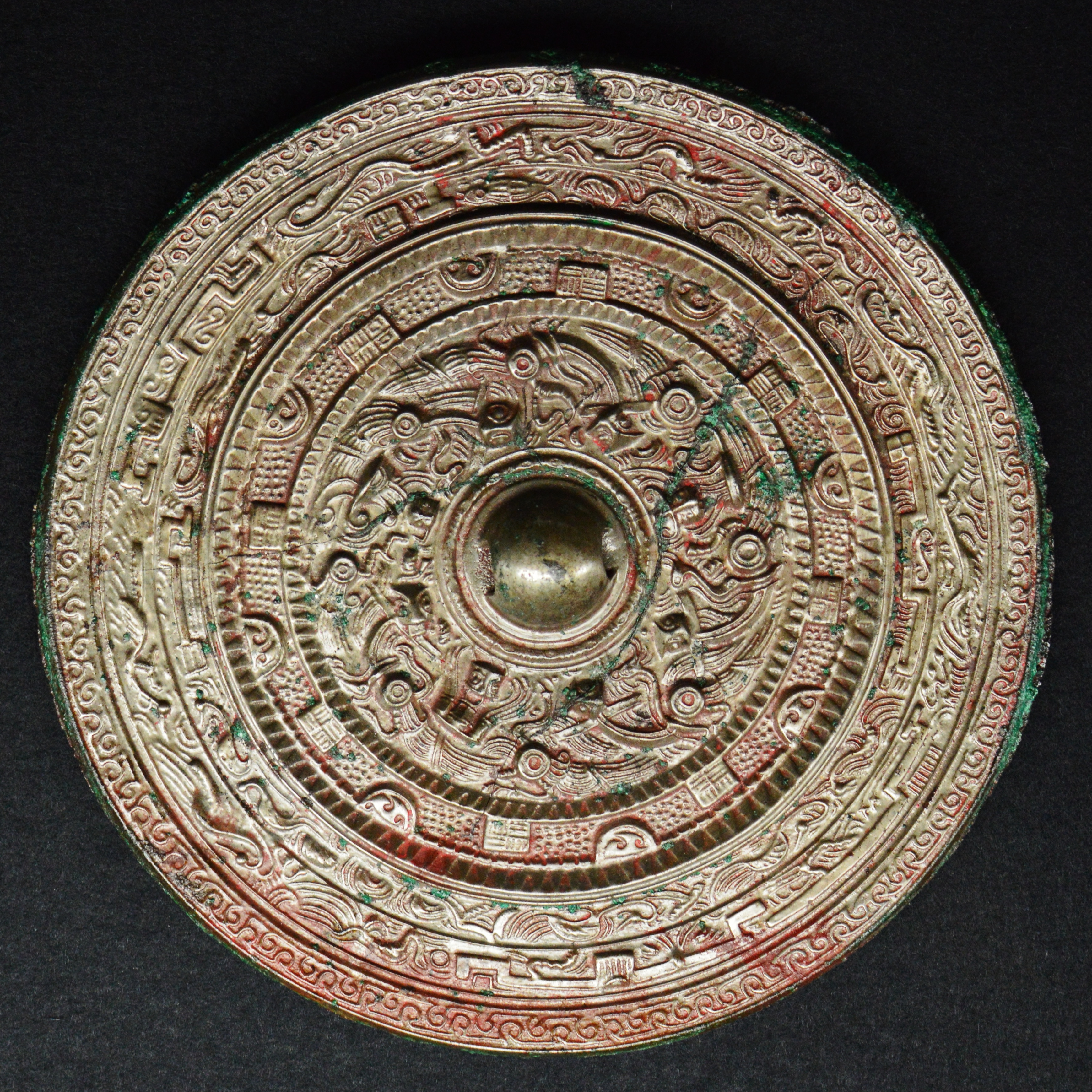
仿制画文帯环状乳神兽镜
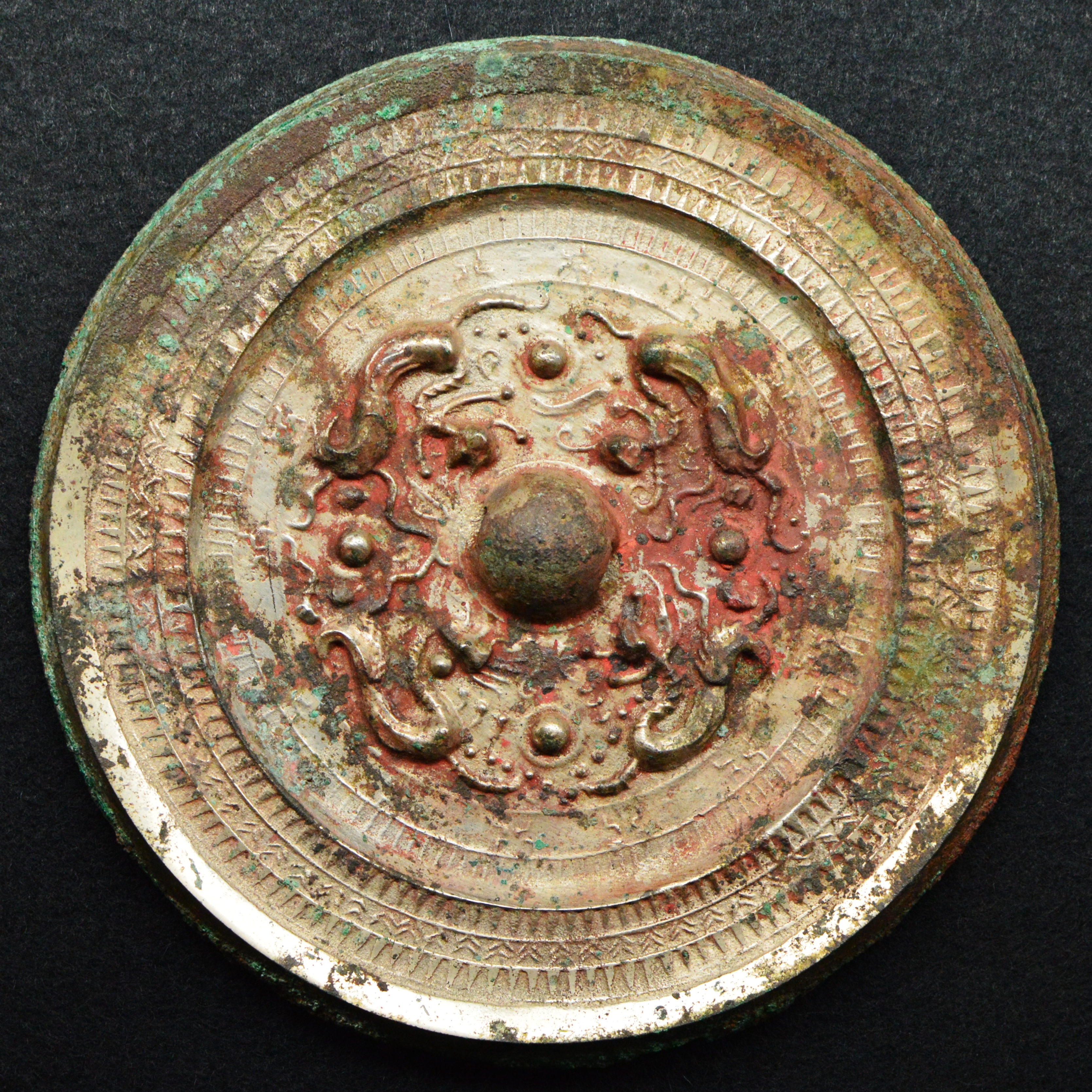
四兽形镜
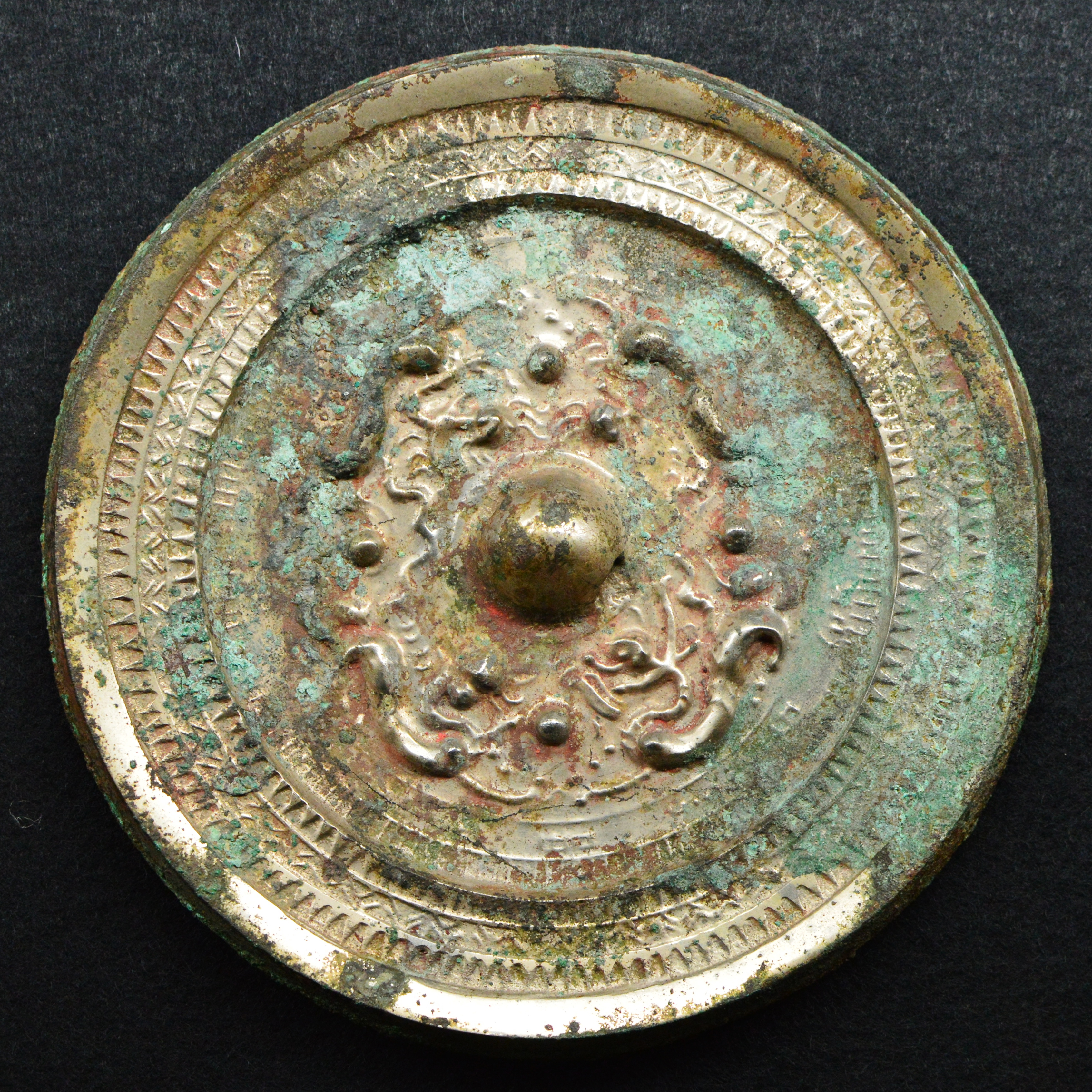
四兽形镜
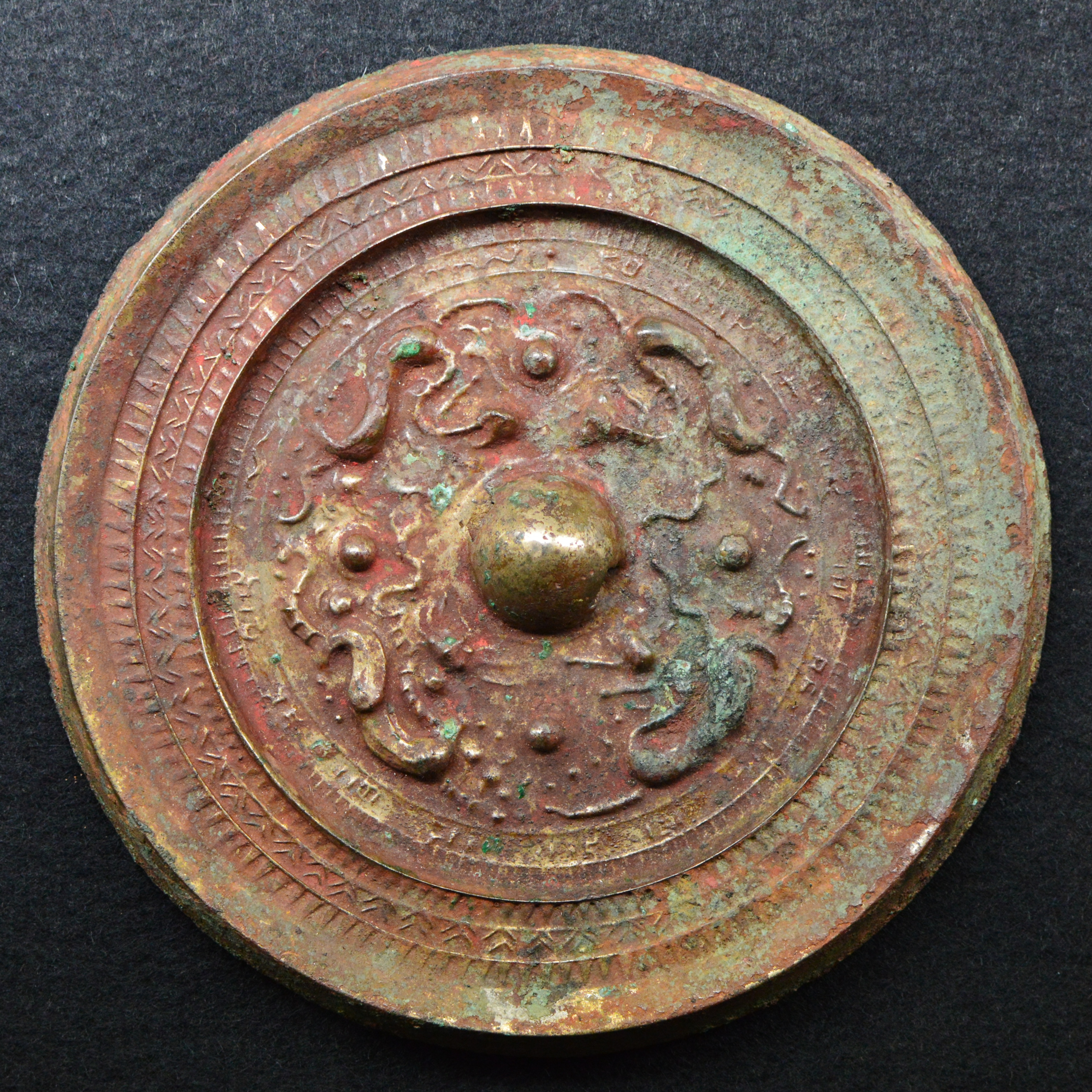
四兽形镜
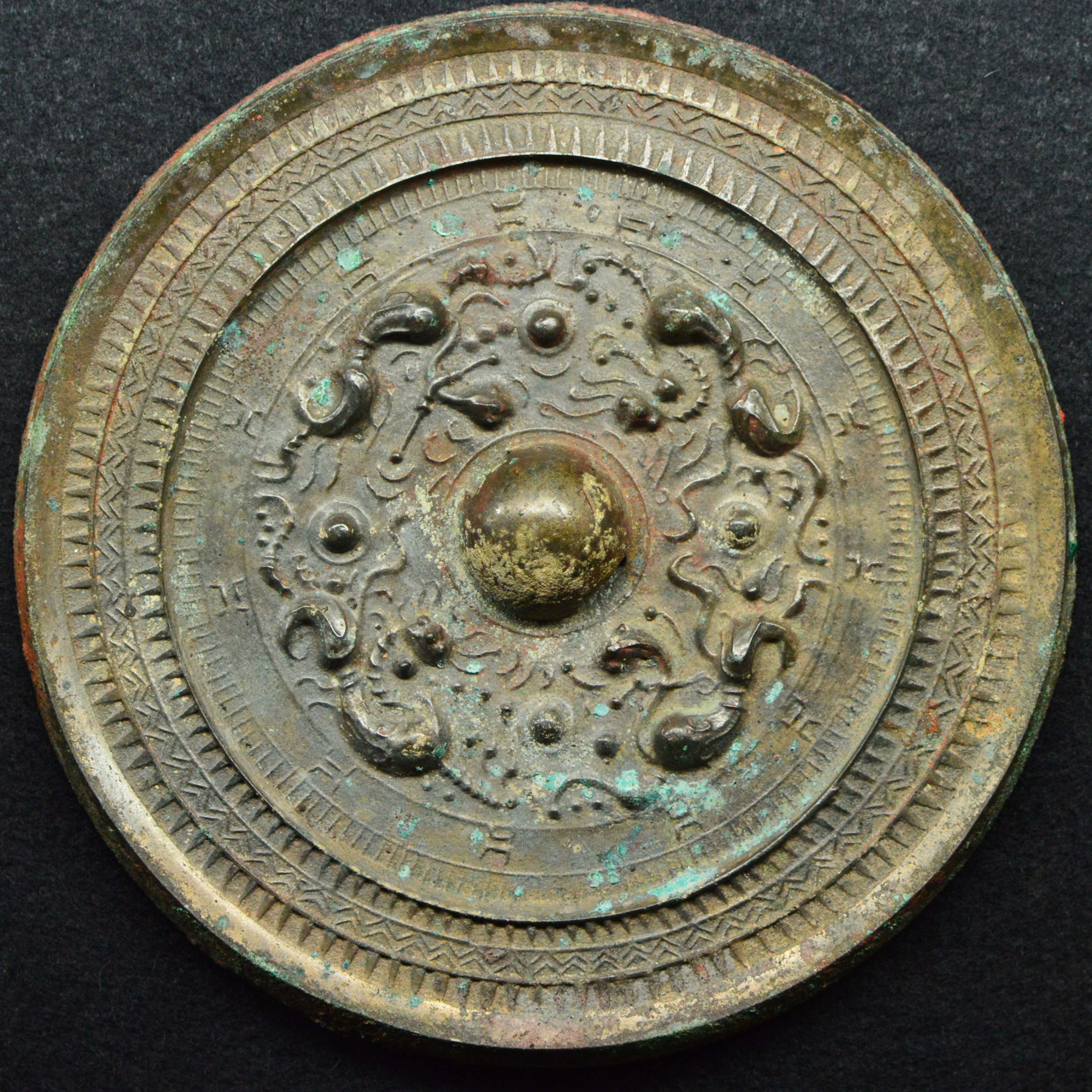
四兽形镜

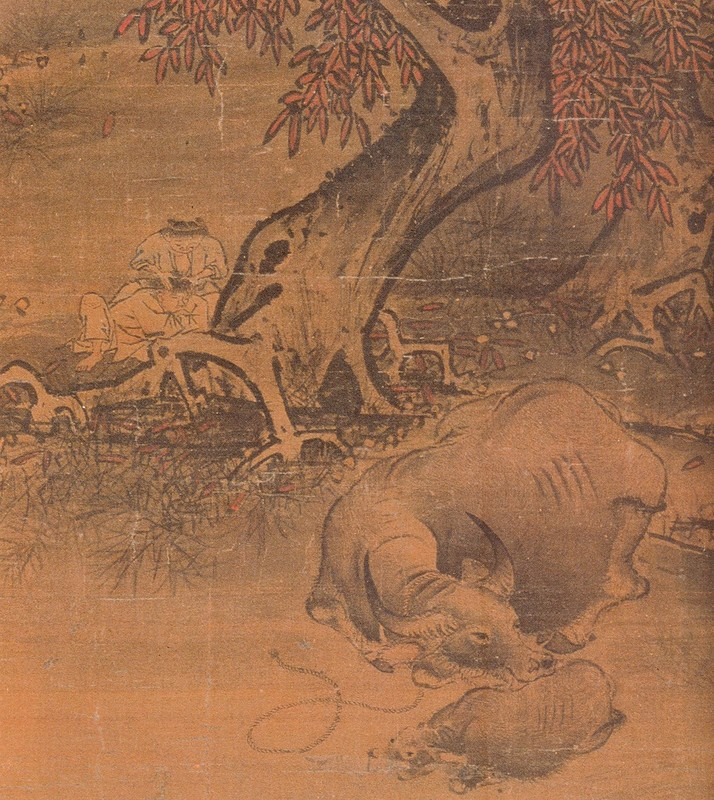
秋野牧牛图（部分）
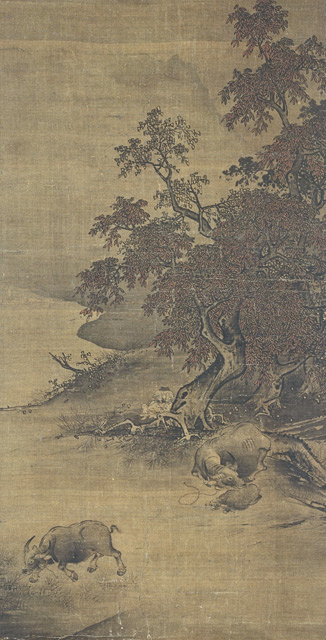
秋野牧牛图
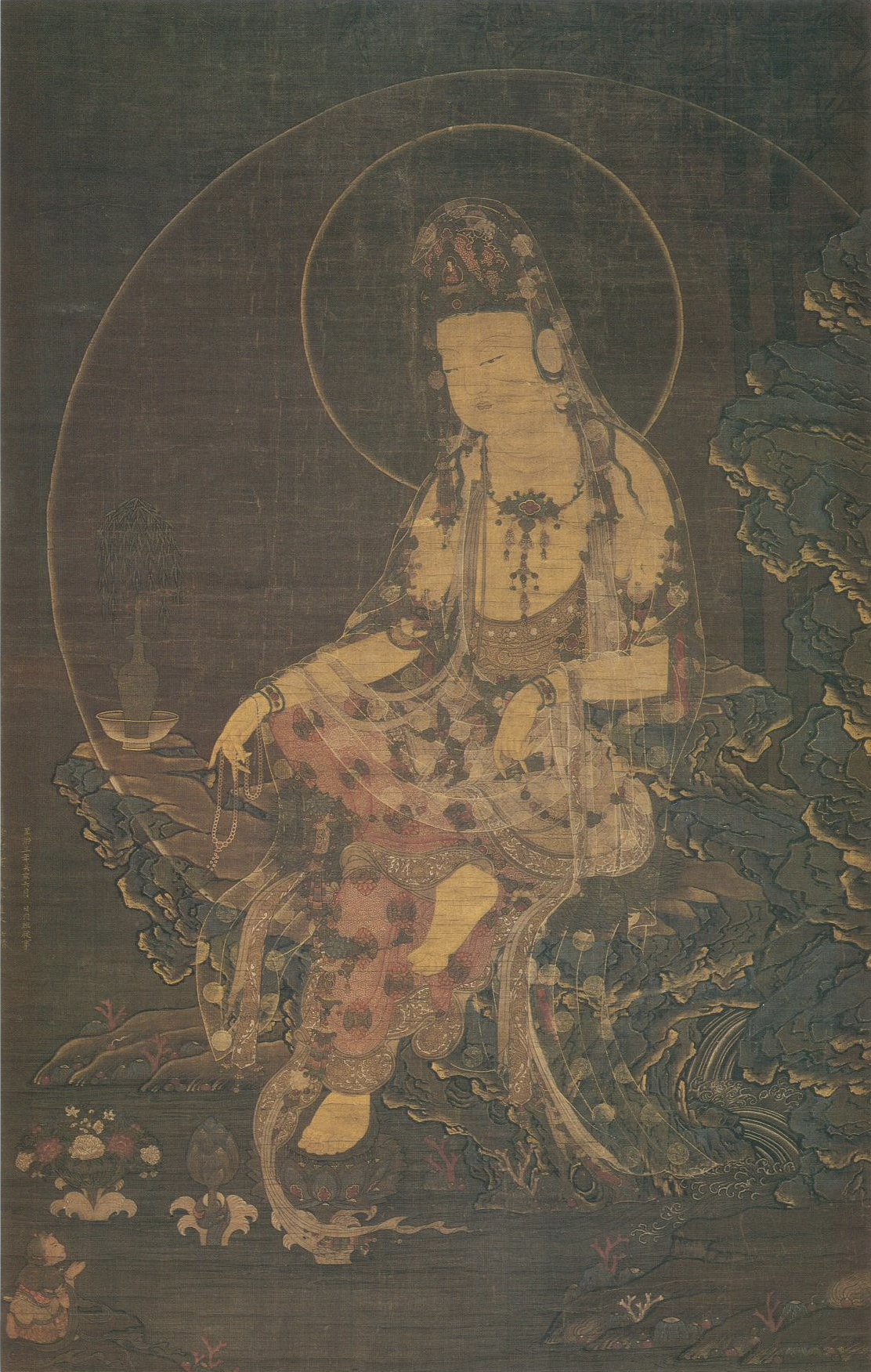
徐九方 杨柳观音像（高丽）
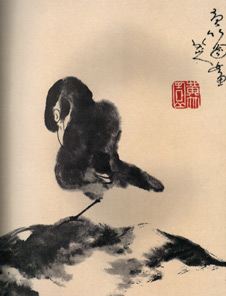
八大山人 山水花鸟图（安晩帖）
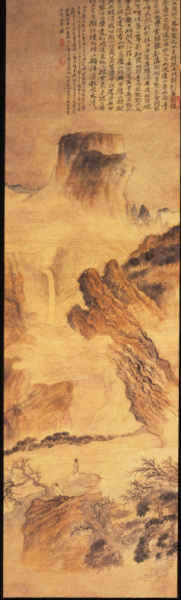
石涛 庐山观瀑图